# Mónica Runde
Mónica Runde (Madrid) es una bailarina y artista española. Estudió ballet, danza contemporánea, solfeo, piano, dibujo y pintura en Madrid, ampliando sus estudios en Francia (Centre International de Danse Rossella Hightower), en Canadá (York University de Toronto) e Inglaterra (London Contemporary School) en ballet, danza contemporánea, piano, arte dramático, mimo, danza Jazz, diseño de luces y gestión y producción cultural.

## 10 & 10 danza
Fundadora de la compañía en 1989, coreógrafa e intérprete en todas sus producciones.
Desde 1989 la compañía ha montado más de 60 coreografías y ha recorrido Europa, Asia y América participando en Festivales emblemáticos dentro de la difusión de la actual danza contemporánea tales como: 
- Festivales de Otoño de París

- Bienal de la Danza de Lyon
- Festival Balance de Marburgo
- Off Tat de Frankfurt
- Rencontres d'Octobre en Lieja
- La rose des vents de Lille
- Le temps d'aimer de Biarritz
- International Art Summit de Indonesia
- The Turning World en Londres
- Oriente - Ocidente de Roverto
- Intercity Florencia
- Hebbel Theater de Berlín
- Teatro de la Danza y Teatro de la Ciudad de México DF
- La huella de España en La Habana
- Festival Internacional de Miami
- American Dance Festival USA en el Reinolds Theater
- Teatro San Martín y Centro Cultural la Recoleta de Buenos Aires
- Teatro Solis de Montevideo
- Teatro San Jines de Santiago de Chile.

## Coreografías, performances e Instalaciones
PARA LA COMPAÑÍA 10 & 10 DANZA
- 2017. Boceto Efímero #1. Performance en el Museo de Arte Contemporáneo de Navarra junto con  
           Inés Narváez y el violonchelista Luis Felipe Serrano (@)
- 2016. Olvido……. de hilo blanco, Festival Internacional Madrid en Danza (@). Coreografía e Instalación
           Reflexiones de un Alemán. Instalación videos y espacio sonoro para el Festival SURGE
- 2015. Reflexiones de una disléxica. Festival SURGE, DT Espacio Escénico, Madrid (@)
- 2013. En Partes. Foro de Experimentación Black Box – CENART, Ciudad de Méjico
- 2012. Identities. Teatro Fernán Gómez. Centro de Arte, Madrid. (#)
- 2011. Fifty. Centro de Nuevos Creadores, Madrid
- 2010. Tris Tras.Festival Madrid en Danza. Centro de Nuevos Creadores, Madrid
- 2009. Cartas al Director. Teatro Fernán Gómez de Madrid. (+)
- 2008. Estructuras Flexibles. Centro de Nuevos Creadores de Madrid.
- 2007. Lo k n ves, n xsT. Teatro Salón Cervantes, Alcalá de Henares, Madrid
- 2006. Hasta Mañana. Centro de Nuevos Creadores, Madrid
- 2005. Hebras de mujer. Centro de Nuevos Creadores, Madrid  
- 2004. Formas y líneas en movimiento(*). Estreno Museo Municipal de Arte Contemporáneo de Madrid.  
- 2003.Contrastes(*). Centro de Nuevos Creadores.   
- 2002. La sonrisa del gato de Alicia(*).Centro de Nuevos Creadores.  
- 2001. Ellos y Yo. Centro de Nuevos Creadores.  
- 2000. Libiamo(*). Canal de Isabel II              
  Trío para cuerda, aire y percusión. Teatro Albeniz de Madrid.  
- 1999. Datura Sanguínea. Sala Cuarta Pared.             
     Llevarnos lo malo. Encargo del Festival LA ALTERNATIVA. Teatro Pradillo  
- 1998. Chueca & Cachué(*). Madrid en Danza, Espacios Insólitos             
  Decreciendo. Sala Cuarta Pared. 
  Samsara. Sala Olimpia, CNNTE 
- 1997. Tanto monta, monta tanto(*). Sala Cuarta Pared.             
     Petrus. Sala Cuarta Pared.  
- 1995.Anyway(*). Teatro Albeniz de Madrid             
          La realidad y el deseo. Sala Olimpia, CNNTE  
- 1994. Acqua(*). Madrid en Danza, Espacios Insólitos  
- 1993. Años Aguardando un gesto. Sala Olimpia,    CNNTE               
          Y ¿porqué no?(*).Teatro Albeniz de Madrid  
- 1992. c33 and Other Tales. Sala Olimpia, CNNTE       
          Cuatro Cosas (*). Teatro Pradillo  
- 1991. Meeting Point. Sala Olimpia de Madrid. 
           Nuestro tiempo. Festival TANGENTE, (Canadá) 
- 1990. Sinónimos. Teatro Campoamor de Oviedo 
(@) Coreografía de Inés Narváez Arróspide Y Mónica Runde
(#) coreografía de Mariko Aoyama, Catherine Allard, Susan Kempster, Hilde Koch y Mónica Runde
(+) coreografía Teresa Nieto, Mónica Runde y Carmen Werner
(*) coreografía de Pedro Berdäyes y Mónica Runde
CNNTE. Centro Nacional de Nuevas Tendencias EscénicasCINE
2000. Pasos de baile. Director John Malkovich
1991. El laberinto griego. Director Rafael Alcázar 
Encargos de otras unidades de producción y Creadores
(Coreografías, movimiento escénico, edición y creación de espacios sonoros, videos para la escena y diseños de iluminación)
       CINE  / FILMS 
- 2000. Pasos de baile. Dir. John Malkovich  
- 1991. El laberinto griego. Dir. Rafael Alcázar  
DANZA  y PERFORMANCE / DANCE & PERFORMANCE  
- 2019. Tall idea original de Gonzalo Simón y Juan Carlos Toledo. Creación del Espacio Sonoro y dramaturgia.
- 2018. Ondine idea original, dramaturgia, dirección escénica, escenografía y luces de Inés Narváez, Mónica Runde y Elisa Sanz.
Boceto Efímero #3. Performance en el CAB de Burgos. Idea original e interpretación Inés Narváez Arróspide y Mónica Runde
Boceto Efímero #5. Performance en Fundación Telefónica en la exposición "La bailarina del futuro" idea original de Narváez y Runde
- 2017. “….. y quizás Sonría de Inés Narváez. Creación del espacio sonoro y video en escena
Desconexión de Gonzalo Simón. Creación del espacio sonoro. DT Espacio Escénico
           Truffaut nunca hablaría de esto de Luis Carlos Molina (Cía La Mínima). Diseño de iluminación. Festival SURGE
- 2016. Un minuto de silencio de Inés Narváez. Diseño de iluminación
- 2013. En partes, coreografía para Compañia de cámara danza UNA, Costa Rica - CPA de la Universidad Nacional, Heredia, COSTA RICA.
- 2012. Hilomorfismo, coreografía para Compañía T.A.C.H., CNC- Sala Mirador, Madrid.
- 2009. Ginkgo,coreografía para Ballet Magdeburg, Operntheater Magdeburg, Alemania.
- 2008. Al Tiempo, coreografía para Compañíadehecho – Danza Aérea. Madrid Escena, 
- 2007. Se ruega puntualidad, coreografía para Madrid en Danza. Teatro de la Abadía, Madrid.
- 2005. Grandes Coreógrafos de la historia. Gala del Día Internal. De Danza, ACPD. Codirección escénica con Natalia Menéndez, Teatro Albeniz, Madrid
- 2004. Datura Sanguínea, CND de Costa Rica. Teatro Nacional, San José (Costa Rica). Coreografía
.                -2004. Jóvenes Coreógrafos del siglo XXI. Gala del Día Internal. De la Danza, ACPD. Codirección escénica con Natalia Menéndez, Teatro Albeniz, Madrid.
- 2000. Maletas. Aracaladanza. Teatro  la Abadía de Madrid.  Coreografía
- 1999. Llevarnos lo malo. Festival la Alternativa, Teatro Pradillo  Coreografía
- 1994. Aún sin título. American Dance Festival, Reinold Theater, Carolina del Norte (USA)  Coreografía
- 1993. ¿Bolero?. ITI, UNESCO, Teatro de la Opera de Munich (Alemania)  Coreografía
- 1990. Sinónimos. Joven Ballet María de Avila, Teatro Fleta de Zaragoza Coreografía 
       LÍRICA / OPERA (Coreografía y movimiento escénico)
- 2017. La Villana. Dirección Escénica Natalia Menéndez. Teatro de la Zarzuela, Madrid. Coreografía
- 2008. Música Clásica. Chapí, Dirección Escénica Natalia Menéndez. Teatro de la Zarzuela, Madrid. Coreografía y movimiento escénico
- 2006. La Favorita. Donizzeti. Dirección escénica Tomás Muñoz. Teatro Campoamor de Oviedo. Coreografía
- 2005.El Caballero de la triste figura. Tomas Marco. Dir. Guillermo Heras, Teatro Circo, Albacete. Coreografía y movimiento escénico
- 1998. Ojos verdes de luna. Tomas Marco. Dir. Guillermo Heras, Teatrode la Zarzuela de Madrid. Coreografía y movimiento escénico
- 1994. El cristal de agua fría. Rosa Manchado. Dir. Guillermo Heras, Sala Olimpia CNNTE. Coreografía y movimiento escénico   
TEATRO/ THEATER 
- 2016. Angst - 201de Carlos A. Alonso. Diseño de iluminación
- 2015. Salvator Rosa (o el artista) de Francisco Nieva. Dir. Guillermo Heras, Teatro María Guerrero, Madrid. Movimiento escénico y movimiento actoral.
- 2008. Las Cuñadas de Michel Tremblay. Dir. Natalia Menéndez, Teatro Español, Madrid. Coreografía y movimiento escénico
- 2007. El curioso Impertinentede Guillen de Castro, CNTC. Dir. Natalia Menéndez, Teatro Principal Alicante. Coreografía y movimiento escénico
- 2005. El Invierno bajo la mesade Roland Topor, CDN. Dir. Natalia Menéndez, Teatro María Guerrero Madrid.  Coreografía y movimiento escénico
- 2002.Los viejos no deben enamorarsede Castelao, CDN. Dir. M. Centro Cultural de la Villa de Madrid.  Coreografía y movimiento escénico
- 2000. Hoy no puedo ir a trabajar porque estoy enamorado de Iñigo Ramírez de Haro de Dir. Natalia 
             Menéndez, Teatro Galileo de Madrid.  Coreografía y movimiento escénico
- 1997. O bufón del Reyde Vicente Risco, CDG. Dir Manuel Guede. Teatro Principal, Pontevedra. Coreografía y movimiento escénico
- 1993.Nosferatude Francisco Nieva, Dir. Guillermo Heras, Sala Olimpia CNNTE, Madrid . Coreografía y movimiento escénico
- 1991. Hazme de la noche un cuentode Jorge Márquez, Dir. Manuel Collado, Teatro Bellas Artes, Madrid. Coreografía y movimiento escénico  
      PARA OTROS CREADORES (Coreografía y movimiento escénico)
- 2015. We Are Alive Show.Concierto de Roch para el grupo K&K. Teatro Principal, Burgos. Cp-Dirección escénica junto con Elisa Sanz, diseño iluminación y coreografía.
- 1994. Quasar. Presentación colección y perfume de Jesús del Pozo. Teatro Albeniz, Madrid 

## Premios
- Premio de Cultura[1] de la Comunidad de Madrid en la categoría de Danza.

- Premio Nacional de Danza 2004 - coreografía. Ministerio de Cultura, Juventud y Deportes de Costa Rica

- Premio Nacional de Danza 2000 - creación. Ministerio de Cultura de España

- Premio especial UP 2000 por su trayectoria Artística

- Premio Ricard Moragas 1993, Generalitat de [Cataluña|Cataluña]

- Premio ADE 1991 Mejor Producción Coreográfica

### Diario El País (España)
- Mercedes Rico (1990). «Segunda Generación». El País. 21 de mayo.
- Julia Marín (1990). «De lo decorativo a lo sugerente». El País.
- Mercedes Rico (1991). «Voluntad de riesgo». El País. 6 de mayo.
- Guillermo Heras (1992). «Silencio a la danza». El País. 15 de enero.
- Julia Martín (1992). «Moda de Adolfo Domínguez en una muestra de danza madrileña». El País. 24 de enero.
- Julia Martín (1992). «Moda de Adolfo Domínguez en una muestra de danza madrileña». El País. 24 de enero.
- Roger Salas (1992). «El lirio y el condón». El País. 15 de mayo.
- Roger Salas (1992). «El Festival de Otoño de París programa nueva danza española». El País. 13 de octubre.
- Roger Salas (1993). «Por amor al Arte». El País. 1 de mayo.
- Roger Salas (1993). «Una feliz iniciativa». El País. 19 de octubre.
- Roger Salas (1993). «La noche de los placeres rotos». El País. 18 de diciembre.
- Roger Salas (1994). «Tercera mirada». El País. 4 de octubre.
- Roger Salas (1997). «El girasol y las bragas». El País. 6 de febrero.
- Roger Salas (1997). «En lo alto del listón». El País. 7 de junio.
- Roger Salas (1997). «Detrás, el dolor». El País. 6 de diciembre.
- Roger Salas (1999). «Calidad Alternativa». El País. 15 de febrero.
- Roger Salas (1999). «Frutos de la constancia». El País. 19 de mayo.
- Roger Salas (1999). «Décimo aniversario del grupo 10 & 10». El País. 14 de diciembre.
- Roger Salas (2000). «Por el aire y en el agua». El País. 6 de mayo.
- Roger Salas (2000). «Matemáticas en el caldo de Narciso». El País. 19 de junio.
- Roger Salas (2000). «Éxito de María Jiménez y Mónica Runde en el Festival de Ballet de Miami». El País. 18 de septiembre.
- Roger Salas (2000). «El Festival Internacional de Ballet de Miami cierra con una gala clásica». El País. 19 de septiembre.
- Ricardo Socca (2000). «10 & 10 y María José Ribot, Premios Nacionales de Danza». El País. 22 de noviembre.
- Susana Moreno (2001). «El movimiento corporal te permite contar cuanto quieras». El País. 17 de enero.
- Susana Moreno (2001). «La compañía 10&10 Danza sucumbe al ritmo del amor y el agua en el Centro de Nuevos Creadores». El País. 5 de octubre.
- Roger Salas (2001). «Del barroco a las tinieblas». El País. 6 de octubre.
- Susana Moreno (2002). El País. 21 de enero http://www.elpais.com/articulo/madrid/3D/Festival/propicia/meses/intensivos/danza/elpepiespmad/20020119elpmad_13/Tes |url= sin título (ayuda).
- Roger Salas (2002). «Intimidades de un torero». El País. 13 de abril.
- Roger Salas (2003). «Pocas luces». El País. 11 de noviembre.
- Roger Salas (2005). «Calidades íntimas». El País. 17 de octubre.
- Y.M. (2008). «La inmigración vista a través del baile». El País. 22 de febrero.

### Diario El Mundo (España)
- Julia Martín (1993). «Danza Diez». El Mundo. 21 de diciembre (1.507).
- Cristina Marinero (1995). «Berdäyes y Runde estrenan "Milagro"». El Mundo. 8 de diciembre.
- Julia Martín (1995). «Carácter de continuidad». El Mundo. 11 de diciembre.
- Julia Martín (1997). «Danza muy cerca del público». El Mundo. 7 de junio.
- Julia Martín (1997). «Bailar sin distancia». El Mundo. 10 de junio.
- Julia Martín (1997). «Contrarios complementarios». El Mundo. 10 de diciembre.
- Julia Martín (1998). «Una gran noche». El Mundo. 2 de mayo.
- Julia Martín (1999). «El calvario de San Valentín». El Mundo. 16 de febrero.
- Julia Martín (1999). «El circo de las miserias». El Mundo. 21 de diciembre.
- Julia Martín (2000). «Gran traca final». El Mundo. 17 de junio.
- Julia Martín (2000). «La compañía 10x10 y La Ribót obtienen el Premio Nacional de Danza». El Mundo. 22 de noviembre.
- Julia Martín (2001). «La consigna es sobrevivir». El Mundo. 1 de mayo.
- Rafa Esteban (2001). «Vida, muerte y seducción». El Mundo. 4 de octubre.
- Julia Martín (2001). «Individualistas y permeables». El Mundo. 18 de octubre.
- Rafa Esteban (2002). «Una primavera de baile». El Mundo. 1 de abril.
- Sin firmar (2002). «Mónica Runde dice que la danza es la gran desconocida». El Mundo. 21 de noviembre.
- Esther Montero (2003). «Un oasis en el desierto». El Mundo. 16 de enero.
- Julia Martín (2003). «Los sueños como equipaje». El Mundo. 20 de enero.
- Julia Martín (2003). «Una cierta madurez y una dura resistencia». El Mundo. 19 de noviembre.
- Esther Montero (2005). «Mónica Runde estrena Hebras de Mujer». El Mundo. 20 de septiembre.
- Julia Martín (2005). «La larva del machismo aún sigue viva». El Mundo. 12 de octubre.
- Esther Montero (2006). «Madrid enrriquece a los bailarines». El Mundo. 28 de febrero.
- Julia Martín (2006). «Ternura y reducción poética». El Mundo. 14 de octubre.
- Julia Martín (2008). «Elegante seducción». El Mundo. 21 de enero.

### El Punto de las Artes
- Victor M. Burell (1994). «Un Diez a "Diez y Diez"». El Punto de las Artes. 17 al 23 de junio (327).
- Victor M. Burell (1999 - 2000). «Diez y diez y diez». El Punto de las Artes. 21 de diciembre 1999 al 13 de enero 2000.
- Victor M. Burell (2001). «Diez años de trabajo y Diez & Diez toca el paraíso». El Punto de las Artes. 2 al 8 de marzo.
- Victor M. Burell (2001). «Mi Meca estuvo en la danza. Otra vez "Diez & Diez"». El Punto de las Artes. 2 al 8 de noviembre.
- Victor M. Burell (2005). «Bailando se eniende la gente». El Punto de las Artes. 13 al 19 de mayo.
- Victor M. Burell (2005). «Una mujer que conoce a la mujer: Mónica Runde». El Punto de las Artes. 30 de septiembre al 6 de octubre.
- Victor M. Burell (2006). «El año de un paso más. Mónica Runde: primer violín.». El Punto de las Artes. octubre.
- Victor M. Burell (2008). «Y de danza van lasprimeras experiencias del año.La otra cara de la moneda "Lo que no ves no existe"». El Punto de las Artes. 18 al 24 de enero.

### Diario The New York Times (Estados Unidos)
- Anna Kisselgorf (1992). «Critic's Notebook; French Give Twist To Festival Of Dance». The New York Times. 23 de septiembre.
- Anna Kisselgorf (1994). «DANCE REVIEW; When Folk Idioms Are Retrieved, Studied And Made Modern». The New York Times. 23 de julio.

### Diario ABC (España)
- Julio Bravo (1993). «Homenaje a María de Avila en el Día Internacional de la Danza». ABC. 1 de mayo.
- Julio Bravo (1994). «"Diez & Diez" Haz de luz en la danza contemporánea española». ABC. 4 de junio.* Julio Bravo (1995). «Diez y Diez, Diez». ABC. 9 de diciembre.

### Diario La Nación (Costa Rica)
- Marta Ávila (2004). Del éxtasis a la muerte. 25 de octubre. (enlace roto disponible en Internet Archive; véase el historial, la primera versión y la última).
- Marta Ávila (2008). «Desde el seno familiar». 19 de abril. Viva.